# Vollrath von Bülow
Vollrath Joachim Hellmuth von Bülow (* 17. Mai 1771 auf Zülow; † 15/16. Mai 1840 in Schwerin) war ein mecklenburg-schwerinscher Kammerherr, Oberstallmeister und Leiter des Landgestüts Redefin.

## Leben und Wirken
Vollrath von Bülow stammte aus dem Haus Zülow des mecklenburgischen Adelsgeschlecht von Bülow. Sein Vater war der dänische Oberstleutnant Caspar Friedrich von Bülow (1721–1781), seine Mutter Ilsabe, geb. von Meerheimb. Der Oberhofmarschall Jaspar Friedrich von Bülow war sein Neffe. Nach dem Tod seines Vaters trat Vollrath von Bülow im Alter von 14 Jahren in den kurhannoverschen Militärdienst ein. 1786 wurde er Second- und 1796 Premierleutnant im 9. Kavallerie-Regiment Königin-Dragoner. Als Rittmeister nahm er im Ersten Koalitionskrieg an der Belagerung von Valenciennes und der Schlacht von Famars 1793 teil. Als Hannover 1803 von den Franzosen besetzt wurde, ging er nach Mecklenburg zurück und fand eine Anstellung als Rittmeister bei Herzog Adolph, dem jüngsten Sohn von (Groß)herzog Friedrich Franz I. 1805 wurde er zum Stallmeister und Leiter des herzoglichen Marstalls in Ludwigslust ernannt. Mit der Besetzung Mecklenburgs durch napoleonische Truppen ging nach Ablieferungen von Zuchtpferden 1807 das Ludwigsluster Gestüt ein. Daraufhin begleitete von Bülow 1806/07 die herzogliche Familie ins Exil nach Altona.
Im Zuge der Neuordnung des Gestütwesens in Mecklenburg wurde der Pferdekenner von Bülow 1810 als Vice-Stallmeister mit dem Aufbau des Haupt- und Landgestüts in Redefin betraut, das er bis zu seinem Tod leitete. Unter seiner Leitung als Oberstallmeister entstanden neben dem alten Park von 1820 bis 1824 die neuen Gebäude in einer großzügig gestalteten Anlage. Mit der Entwurfsplanung war der damals noch junge Oberlandbaumeister Carl Heinrich Wünsch aus Schwerin beauftragt worden. 1820 und 1827 unternahm er in Begleitung seines Rossarztes Christoph Steinhoff Reisen nach England, um dort Zuchtpferde (Englisches Vollblut) zu erwerben. Das Gestüt, zu dem ab 1824 auch die Domäne Paetow gehörte, wuchs bis 1840 beständig und erlangte einen vorzüglichen Ruf. In Bülows Todesjahr, er starb im Mai 1840 an einer Lungenentzündung, wurden hier 160 Hengste gehalten.
Im Rahmen der Verlegung der großherzoglichen Residenz nach Schwerin war er für die Planung des Schweriner Marstalls mitverantwortlich. Gleichzeitig war er Direktor der Thierarzeneischule in Schwerin.
Er war verheiratet mit Louise, geb. von Bülow (1785–1867), einer Tochter des Oberhofmarschalls Bernhard Joachim von Bülow (1747–1826). Das Paar hatte zwei Töchter: Caroline, verheiratete von Hirschfeldt, und Marie-Charlotte (* 1819), Konventualin im Kloster Malchow, sowie einen Sohn, Bernhard Friedrich Ferdinand Carl von Bülow (1820–1864).

## Auszeichnungen
- Titel Exzellenz (1837)
- Großkreuz des Guelphenordens (März 1840)
- Rechtsritter des Johanniterordens